# 新大谷飯店集團
新大谷飯店集團（日语： Kabushiki-gaisha Nyū Ōtani，New Otani Co., Ltd.）是經營新大谷飯店連鎖飯店品牌的公司，總部位於東京都千代田區紀尾井町。

## 概要
1963年（昭和38年），大谷米太郎創立「大谷國際觀光株式會社」。新大谷飯店於東京奧運的1964年開幕。後與帝國飯店、大倉飯店並列飯店「御三家」。

## 沿革
- 1963年1月18日 - 成立大谷國際觀光株式會社。
- 1963年7月4日 - 成立紀尾井觀光有限會社。
- 1963年10月28日 - 紀尾井觀光有限會社與大谷國際觀光株式會社合併，商號變更為大谷觀光株式會社。
- 1964年9月1日 - 「新大谷飯店」開幕。本館為日本最早的摩天大樓。
- 1965年5月31日 - 商號變更為株式会社ホテルニューオータニ。
- 2000年6月2日 - 商號變更為株式会社ニューオータニ。

## 歷代社長
- 大谷米太郎（日语：大谷米太郎） - 1963年1月〜
- 大谷米一 - 1973年5月〜
- 大谷和彥 - 1993年6月〜（1981年〜取締役、1983年〜常務取締役、1984年〜專務取締役）

## 日本國內

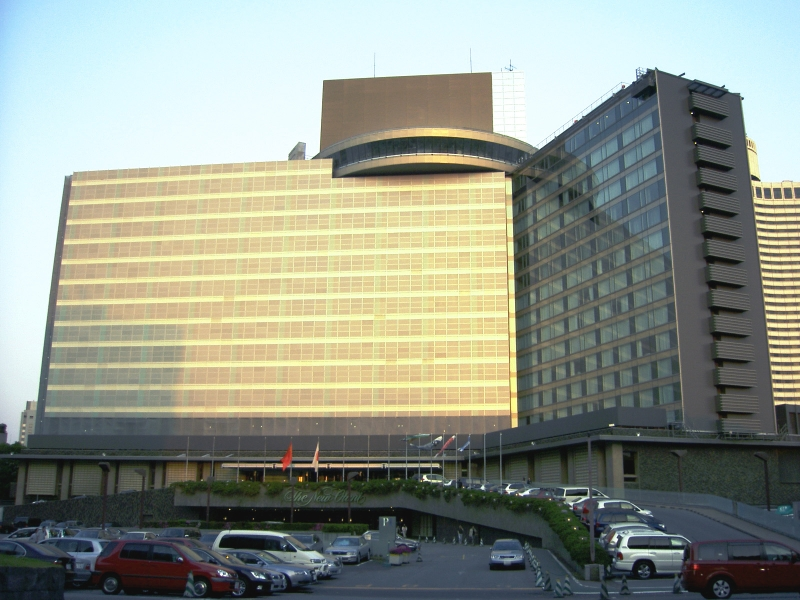
東京新大谷飯店（主樓）

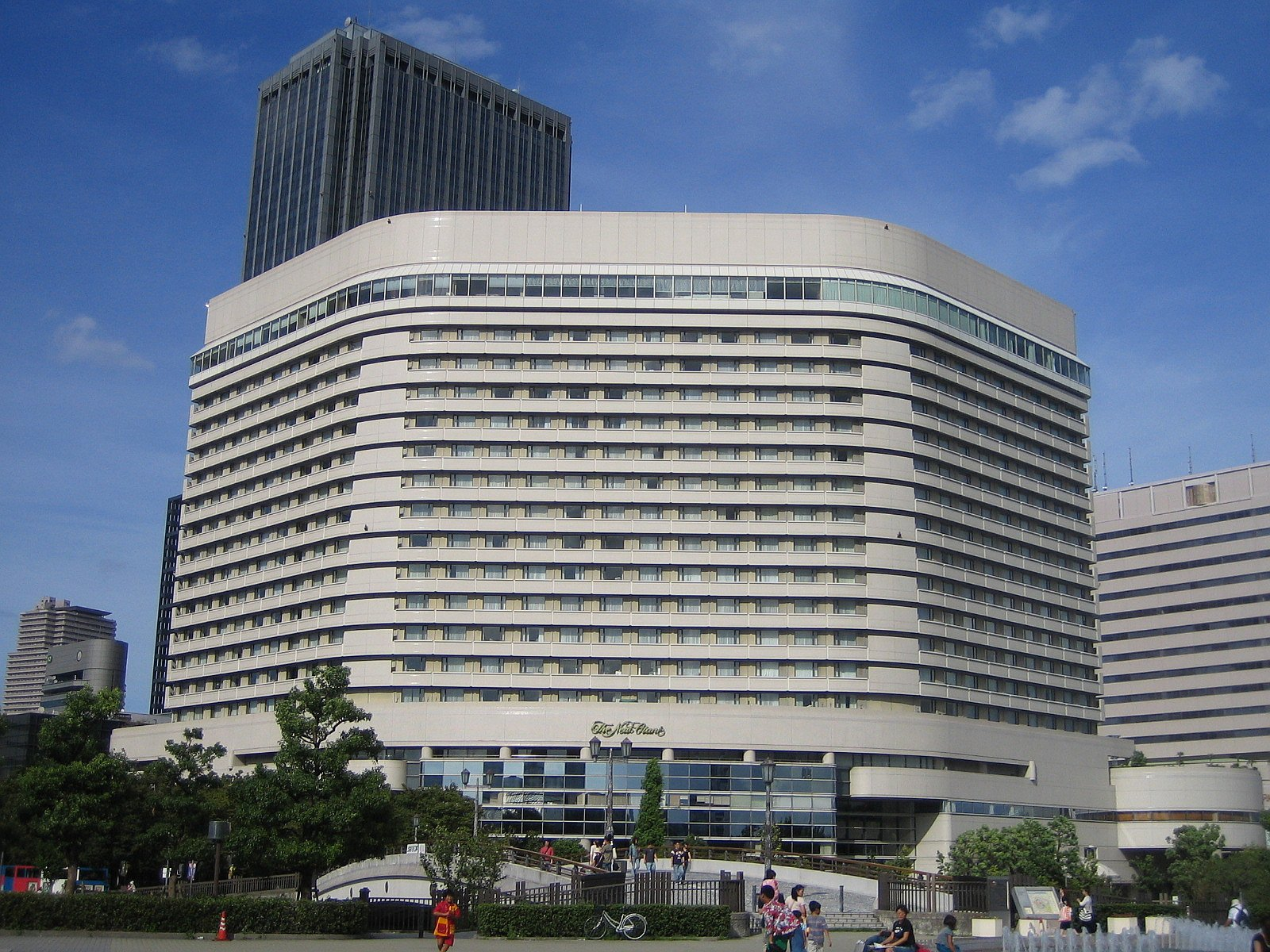
大阪新大谷飯店

直營
- 幕張新大谷飯店（日语：ホテルニューオータニ幕張）（千葉縣千葉市美濱區）
- 東京新大谷飯店（東京都千代田區）
- 大阪新大谷飯店（日语：ホテルニューオータニ大阪）（大阪府大阪市中央區）：大阪商業園區內
- 子公司（HRT新大谷（日语：HRTニューオータニ））直營
  - 札幌新大谷INN（日语：ホテルニューオータニイン札幌）（北海道札幌市中央區）
  - 東京新大谷INN（日语：ニューオータニイン東京）（東京都品川區）：大崎新城（日语：大崎ニューシティ）內
  - 橫濱新大谷飯店（日语：ニューオータニイン横浜）（第二代，神奈川縣橫濱市中區）
  - NASPA新大谷（日语：NASPAニューオータニ）（新潟縣南魚沼郡湯澤町）

集團飯店
- 意大利軒（日语：ホテルイタリア軒）（新潟縣新潟市中央區区）
- 長岡新大谷飯店（日语：ホテルニューオータニ長岡）（新潟縣長岡市）
- 湯澤新大谷飯店（日语：湯沢ニューオータニホテル）（新潟縣南魚沼郡湯澤町）
- 高岡新大谷飯店（ホテルニューオータニ高岡）（富山縣高岡市）
- 濱松新大谷飯店（グランドホテル浜松、聰濤館）（靜岡縣濱松市中區）
- 鳥取新大谷飯店（ホテルニューオータニ鳥取）（鳥取縣鳥取市）
- 博多新大谷飯店（日语：ホテルニューオータニ博多）（福岡縣福岡市中央區）
- 佐賀新大谷飯店（ホテルニューオータニ佐賀）（佐賀縣佐賀市）
- 熊本新大谷飯店（ホテルニューオータニ熊本）（熊本縣熊本市西區）

加盟飯店
- 山形格蘭飯店（日语：山形グランドホテル）（山形縣山形市）
- 金澤新格蘭飯店（日语：金沢ニューグランドホテル）（石川縣金澤市）
- 新近江飯店（ホテルニューオウミ）（滋賀縣近江八幡市）

過去展開或加盟的飯店
- 橫濱新大谷飯店（初代，神奈川縣橫濱市黃金町）
2006年賣給Weekly Mansion東京（日语：マイステイズ・ホテル・マネジメント）。現為Hotel MyStays橫濱（ホテルマイステイズ横浜）
- 神戶臨海樂園新大谷飯店（日语：神戸ハーバーランドセンタービル）（兵庫縣神戶市（神戶臨海樂園（日语：神戸ハーバーランド））、HRT新大谷（日语：HRTニューオータニ））：神戶臨海樂園中心大廈內
舊神戶臨海樂園新大谷飯店更改品牌後於2009年12月26日關閉。現為神戶皇冠宮殿酒店（ホテルクラウンパレス神戸）
- 宇奈月新大谷飯店（富山縣黑部市）
2014年4月賣給歐力士不動產（日语：オリックス不動産）。2015年3月14日更名為「宇奈月杉乃井飯店（日语：宇奈月杉乃井ホテル）」。[1]
- 黎明飯店（兵庫縣尼崎市，加盟飯店）
2007年近畿日本鐵道取得建物與飯店，2011年4月更名為「都黎明酒店（日语：都ホテルニューアルカイック）」。
- 小豆島國際飯店（香川縣小豆郡土庄町，加盟飯店）
- 新長崎飯店（長崎縣長崎市，加盟飯店）

## 日本國外
集團飯店
- 長富宮飯店（中國北京）
- 新大谷卡瑪娜海灘飯店（美國檀香山）

過去展開的飯店
- 新加坡新大谷飯店於2004年12月31日脫離新大谷集團，2005年1月1日加盟雅高集團，更名為新加坡諾富特克拉碼頭飯店。

- 洛杉磯新大谷飯店於2007年11月30日脫離新大谷飯店集團，12月1日更名為京都格蘭花園酒店。現為希爾頓飯店旗下的洛杉磯市中心逸林希爾頓酒店（DoubleTree by Hilton Hotel Los Angeles Downtown）。

## 合作信用卡
- 新大谷俱樂部大來卡
- 新大谷俱樂部VISA卡

## 備註
1. ↑  .   [2016年3月10日]. （原始内容存档于2015年9月24日）.

## 外部連結
- 新大谷飯店集團